# Сиви галеб
Сиви галеб (лат. Larus canus) је галеб средње величине који се гнезди у хладним умереним регионима Палеарктика од Исланда и Шкотске на истоку па све до Камчатке на руском Далеком истоку. Већина галебова мигрира даље на југ зими, стижући до Средоземног мора, затим јужног Каспијског језера и мора око Кине и Јапана; популације из северозападне Европе су барем делимично стално насељене. Блиско сродни амерички сиви галеб је раније често био укључен у ову врсту галебова, која је тада понекад била заједнички позната као „mew“ галеб.

## Таксономија
Сивог галеба је формално описао шведски природњак Карл фон Лине 1758. године у десетом издању своје „Systema Naturae“ под садашњим биномним називом Larus canus. Карл фон Лине је одредио типски локалитет као Европу, али је сада ограничен на Шведску. Име рода је латинска реч за морску птицу, вероватно галеба. Специфични епитет canus је такође латинског порекла и значи „сив“. Име „common gull“ сковао је Томас Пенант 1768. године јер га је сматрао најбројнијим из овог рода. Џон Реј је раније користио назив „common sea-mall“ .
Постоји много старих британских регионалних имена за ову врсту, обично варијације на maa, mar и mew. Оригинална енглеска реч mew је сродна немачкој речи möwe и холандски meeuw, и у крајњој линији је ономатопејски. У регионима Британије под нордијским утицајем, варијације укључују „maw“ или „sea-maw“, где је стари норфолшки облик „mow“ . Реч галеб потиче из келтског корена, са првом забележеном употребом у енглеском језику из 15. века; савремени велшки облик је gwylan.

### Подврсте
Постоје три подврсте, при чему камчатског сивог галеба (Larus canus kamtschatschensis) неки ауторитети сматрају потенцијално засебном врстом.
| Слика | Подврста                                                                                        | Опис | Распрострањеност                                                                                            |
| ----- | ----------------------------------------------------------------------------------------------- | --- | --- |
|       | Larus canus canusLinnaeus, 1758 Сиви галеб                                                      | Номинална подврста; мали галеб, бледо сиве боје (најблеђа подврста); врхови крила су загасито црни; ирис је тамне боје. Птице прве године развијају бело перје на глави и стомаку са финим тамним ознакама. Распон крила 110-125 цм; тежина 290–480 гр | Гнезди се у северној Европи и северозападној Азији, а већински зимује у западној Европи                     |
|       | Larus canus heinei Homeyer, 1853 Руски сиви галеб                                               | Већи од Larus canus canus са више нагнутим челом, што даје изглед мањег кљуна. Очи су обично блеђе, кљун и ноге тамније жуте боје од Larus canus canus са слабијим тамним ознакама кљуна зими. Крила су пропорционално дужа са више црне боје на п5-п8 него Larus canus canus са уским белим мрљама које формирају упадљиву „ниску бисера“. п4 има црне ознаке које су ретке у Larus canus canus. Незреле јединке прве године имају бељу главу, стомак и доња крила од Larus canus canus у истом узрасту, са необележеним надрепком и израженијом црном репном траком. Заједничке популације су уобичајене у западној Русији. Тешки су 315–550 гр               | Гнезди се у северној централној Азији, зимује у југоисточној Европи и источној Азији (источна Кина, Кореја) |
|       | Larus canus kamtschatschensis Bonaparte, 1857 syn. Larus kamtschatschensis Камчатски сиви галеб | Највећа подврста, чија је величина средња између сивих и делаверских галебова, а највећи мужјаци се приближавају величини црнорепих галебова. Глава је четвртаста са равнијим челом, а кљун је дебљи и дужи од Larus canus canus, са бледим очима и дубљим жутим кљуном и ногама. Плашт средње тамно сив; врхови крила црне боје, са ознакама на п5–п8 које формирају „ниску бисера“. Развој перја је генерално спорији од Larus canus canus; незреле животиње прве године задржавају младо перје током зиме, изгледајући свеукупно тамније и смеђе, а реп има више црне боје. Смеђе прикривено перје крила се и даље задржава у другој зими. Тежина 394-586 гр | Гнезди се у североисточној Азији, зимује у источној Азији (Јапан, Кореја, Сахалин)                          |

Северноамерички амерички сиви галеб се раније сматрао конспецифичним за ову врсту, као Larus canus brachyrhynchus, али већина ауторитета га сада прихвата као засебну врсту Larus brachyrhynchus, на основу разлика у генетици, морфологији и оглашавању. Иако се назив „mew“ галеб тада широко користио ван Северне Америке као његово јединствено подврсно име,  ово име се такође користило у Северној Америци за Larus canus у целини, па је за америчког сивог галеба изабран назив „краткокљуни галеб“. brachyrhynchus од стране Америчког орнитолошког друштва (AOS) како би се избегла забуна са овом северноамеричком употребом речи „mew“ галеб за означавање свих облика комплекса Larus canus. Оживљавање имена краткокљуни галеб у неким од исте литературе за Larus brachyrhynchus, и да се тај краткокљуни галеб историјски користио за Larus brachyrhynchus када је третиран као посебна врста у првом до трећег издања AOU (сада AOS) контролне листе (у којој је назив „mew“ галеб, супротно новијој употреби, био посебно резервисан за подврсту Старог света).

## Опис
Одрасли сиви галебови су 40-46 цм  дугачки и имају распон крила од 100-115 цм, приметно мањи од сребрнастог галеба и нешто мањи од делаверског галеба. Даље се разликује од делаверског галеба по краћем, суженијем кљуну, који је зеленкастије нијансе жуте и није обележен током сезоне парења. Тело је сиво одозго, а бело одоздо. Ноге су жуте током сезоне парења, а зими постају тупије. Зими је глава прошарана сиво, а кљун често има слабо дефинисану црнкасту траку близу врха, која је понекад довољно очигледна да изазове забуну са делаверским галебом. Имају црне врхове крила са великим белим „огледалима“ на спољним примарним перима п9 и п10, која су мања од оних код америчког сивог галеба. Младе птице имају љускаве црно-смеђе горње делове тела и уредну шару на крилима, као и ружичасте ноге које постају сивкасте у другој години пре него што пожуте. До прве зиме, глава и стомак су бели, са финим пругама и сивкастим перјем које расте на леђима. Потребне су им три године (до четири код камчатску подврсту) да достигну зрелост. Оглашавање је висок, „смејући“ крик.

## Распрострањеност
Сиви галеб се гнезди у северном Палеарктику од Исланда ка истоку до североисточног Сибира. Углавном је миграторна врста и зимује у Европи, Средоземном мору, Црном и Каспијском мору, Персијском заливу; Охотском мору, Јапану, Корејском полуострву до југоисточне Кине.
Јавља се као ретки зимски посетилац на обали источне Канаде и као луталица на североистоку САД.  Подврста руски камчатски галеб се повремено виђа у северозападној Северној Америци, углавном у пролеће, а забележен је и један јесењи запис на Њуфаундленду.

## Понашање и екологија

### Гнежђење
Сиви галеб се обично гнезди колонијално, али може бити и самотно. Оба пола праве обложено гнездо на земљи или на малом дрвету близу воде или у мочварама. Обично се положе три јаја (понекад само једно или два). Инкубирају их оба родитеља и излегу се након 24-26 дана. Птићи су поткрушци, али остају у близини гнезда. О њима брину оба родитеља, а птићи добију комплетно перје када напуне око 35 дана.

### Исхрана и храњење
Као и већина галебова, они су сваштоједи и лове и претражују, као и ситан плен. Процењује се да глобална популација броји око милион парова; најбројнији су у Европи, са преко половине (могуће чак 80–90%) светске популације.  Насупрот томе, популација краткокљуног галеба на Аљасци је само око 10.000 парова.